# Amblypodia triangularis
Amblypodia triangularis är en fjärilsart som beskrevs av George Thomas Bethune-Baker 1902. Amblypodia triangularis ingår i släktet Amblypodia och familjen juvelvingar. Inga underarter finns listade i Catalogue of Life.